# Angststoornis door een somatische aandoening
Een angststoornis door een somatische aandoening is een psychische aandoening. De symptomen zijn angsten en paniekaanvallen die zijn terug te voeren op een lichamelijke aandoening. In de DSM-5 zijn stoornissen van dit type gerangschikt onder de angststoornissen.
De DSM-5 geeft de volgende criteria voor angststoornissen door een somatische aandoening:
- A. Zware angst, paniekaanvallen, obsessies of compulsies zijn overheersend in het klinische beeld.
- B. Uit het ziektebeeld, fysiologisch onderzoek of laboratoriumonderzoek blijkt dat de stoornis een direct fysiologisch gevolg is van een lichamelijke aandoening.
- C. De stoornis is niet uitsluitend onderdeel van een andere psychische aandoening (bijvoorbeeld een aanpassingsstoornis met angst, waarbij de stressfactor een ernstige lichamelijke aandoening is).
- D. De stoornis treedt niet uitsluitend op tijdens een delier.
- E. De stoornis veroorzaakt klinisch ernstig lijden of problemen in de sociale omgang, op het werk of op andere belangrijke terreinen.